# Буддизм в России

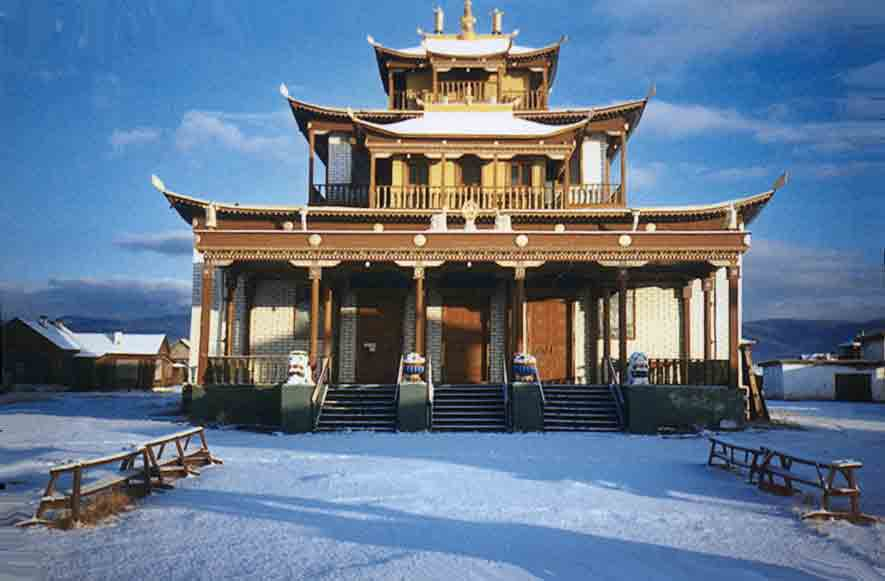
Иволгинский дацан

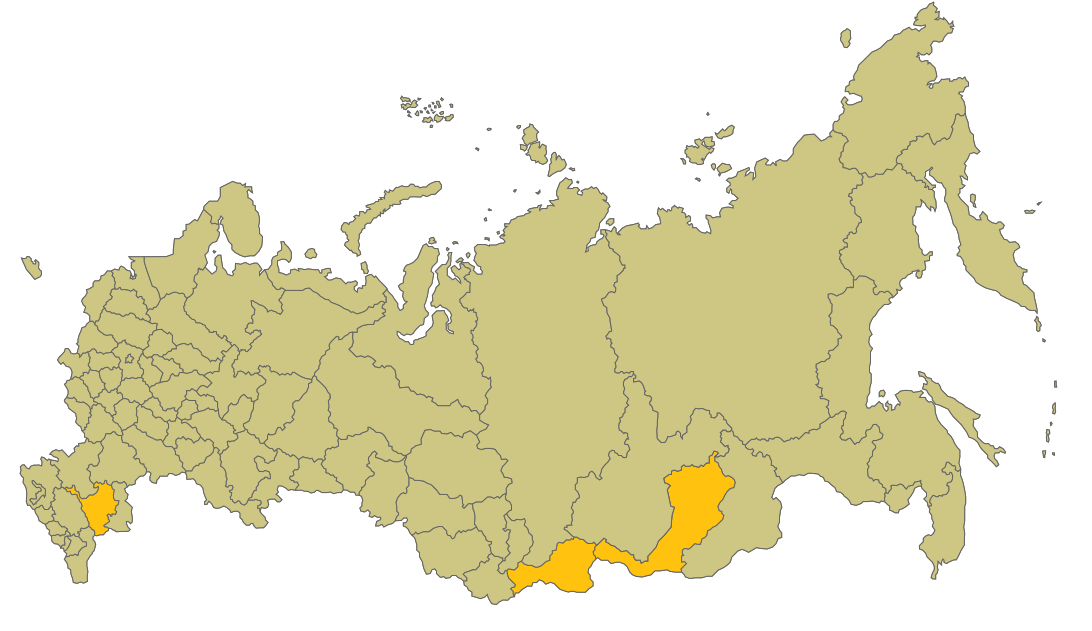
Регионы России со значительным буддийским населением

Буддизм в России — считается третьей по распространённости на территории страны религией. Коренными народами России традиционно исповедующими буддизм являются буряты, калмыки, тувинцы и часть эвенков. Регионы с преобладающим буддистским населением — Калмыкия (70 %) и Тыва (60 %). Также, заметная доля буддистов традиционно проживает в Бурятии (26 %), Агинском Бурятском округе (Забайкальский край), Усть-Ордынском Бурятском округе (Иркутская область) и части Астраханской области. Буддийские общины существуют в Санкт-Петербурге, Москве, других городах и сёлах. Традиционным для России является Ваджраяна — тибетский буддизм школы Гэлуг, к которой принадлежит большинство буддистов России. Имеются также последователи других направлений буддизма Махаяны и Тхеравады.

## История

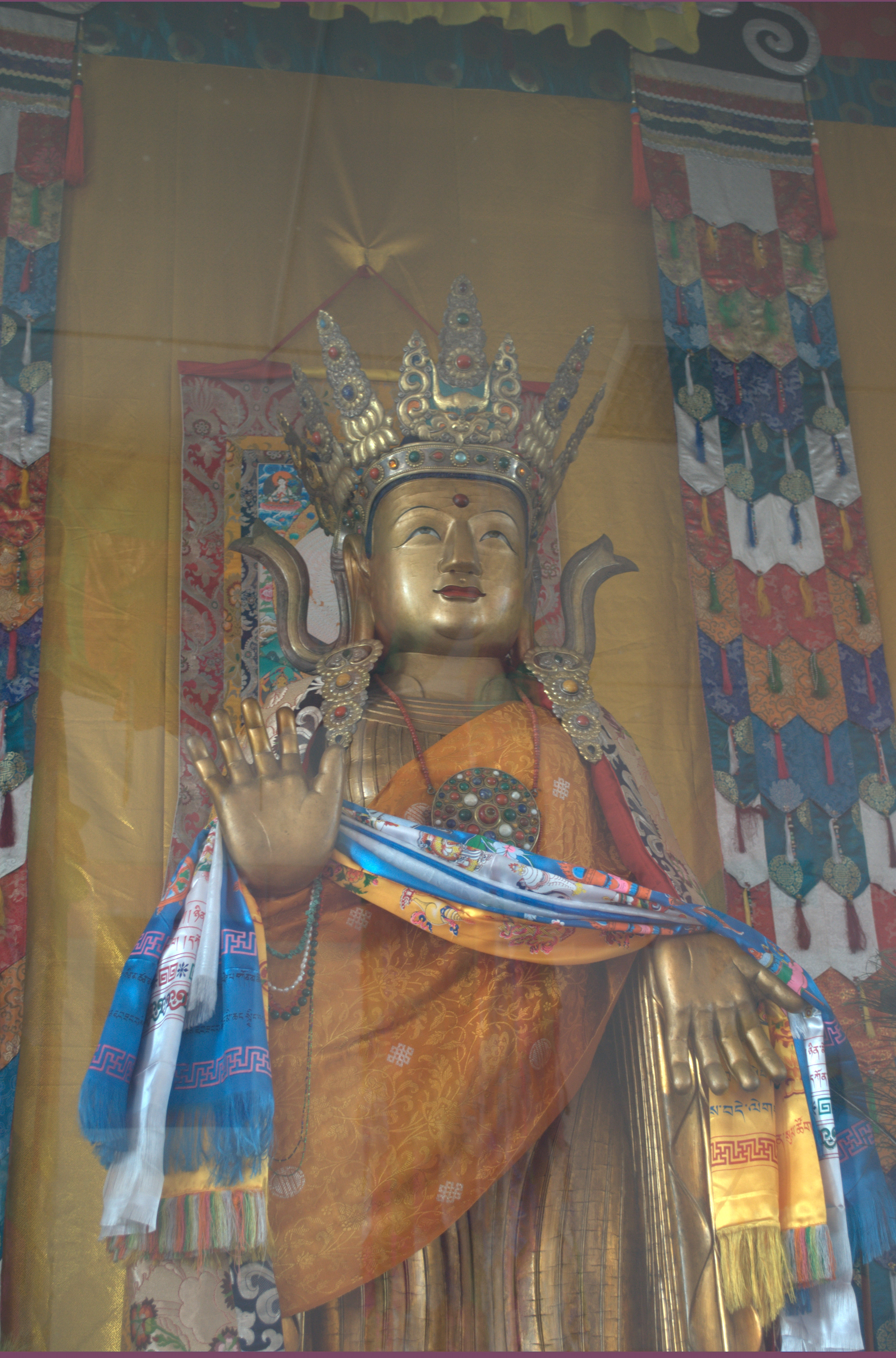
Сандаловый Будда («Зандан Жуу») в Эгитуйском дацане

Первые свидетельства о существовании буддизма на территории современной России относятся к VIII веку н. э. Они связаны с государством Бохай, которое в 698—926 годах занимало часть сегодняшних Приморья и Приамурья. Бохайцы, чья духовная культура испытывала большое влияние соседних Китая, Кореи и Маньчжурии, исповедовали буддизм одного из направлений Махаяны.
Также имеются следы буддизма в эпоху империи чжурчжэней Цзинь (1115—1234). В ХV веке при китайской династии Мин в низовьях Амура «на скале Тыр были построены несколько буддийских храмов: храм Юннин-сы в честь бодхисаттвы Гуань-инь (1413 год) и др. Однако буддийская проповедь не встретила поддержки приамурских жителей. Храмы вскоре были разрушены».
Как живая традиция буддизм в его тибетской форме существует на территории современной России с начала XVII века, когда некоторые калмыцкие племена приняли российское подданство. В автономном Калмыцком ханстве буддизм стал государственной религией.
С XVII века тибето-монгольская форма буддизма распространяется и в Бурятии, — сюда его принесли монгольские и тибетские ламы, по-видимому, спасавшиеся от политических событий у себя на родине. Известно, что только в 1712 году в поселения селенгинских бурят прибыло сто монгольских и пятьдесят тибетских лам.
Ко времени установления российско-китайской границы по Кяхтинскому договору 1727 года буддизм играл заметную роль в жизни бурятского общества.
В 1741 году буддизм в Российской империи получил косвенное признание благодаря распорядительному указу, изданному местным сибирским органом власти от лица верховного монарха. Сам указ носил по большей части ограничительный характер (он фиксировал количество буддийских монастырей и лам) и не являлся официальным признанием буддизма в Российской империи, но в то же время давал некоторые привилегии ламам и «фактически легитимировал буддийское духовенство». Как отмечает историк Н. В. Цыремпилов, представляется наиболее вероятным, что указ был написан в период регентства Анны Леопольдовны, а сведения о том, что указ был издан от лица Елизаветы Петровны, являются «либо ошибочными, либо обусловленными политической конъюнктурой».
В 1764 году Екатерина II учредила пост Пандита-хамбо-ламы — главы буддистов Восточной Сибири и Забайкалья. Это событие считается признанием буддизма одной из государственных религий России.
В 1766 году бурятские ламы, в свою очередь, признали Екатерину Великую воплощением Белой Тары на Земле.

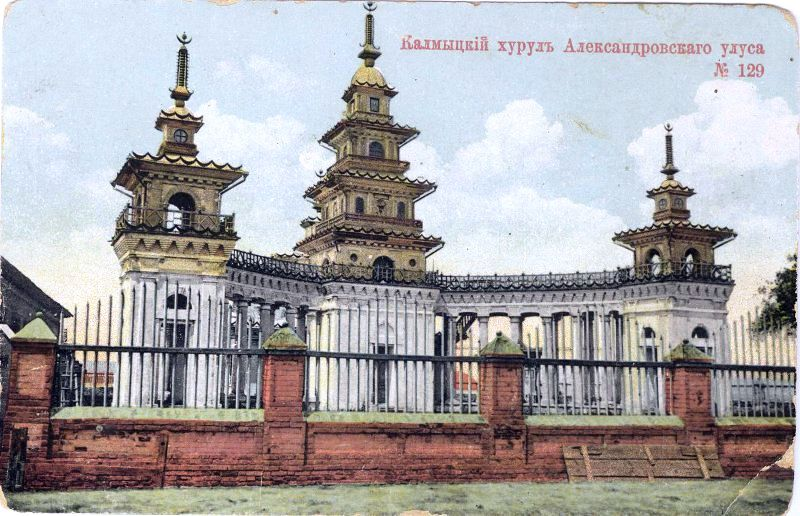
Хошеутовский хурул 1818 г. в стиле русского классицизма (Астраханская область), построенный калмыками в честь победы в Отечественной войне 1812 года

Манифестом императора Павла Петровича от 18 марта 1797 года и указом императора Александра Павловича от 22 июля 1822 года вновь было подтверждено разрешение свободного исповедания и распространения буддизма.

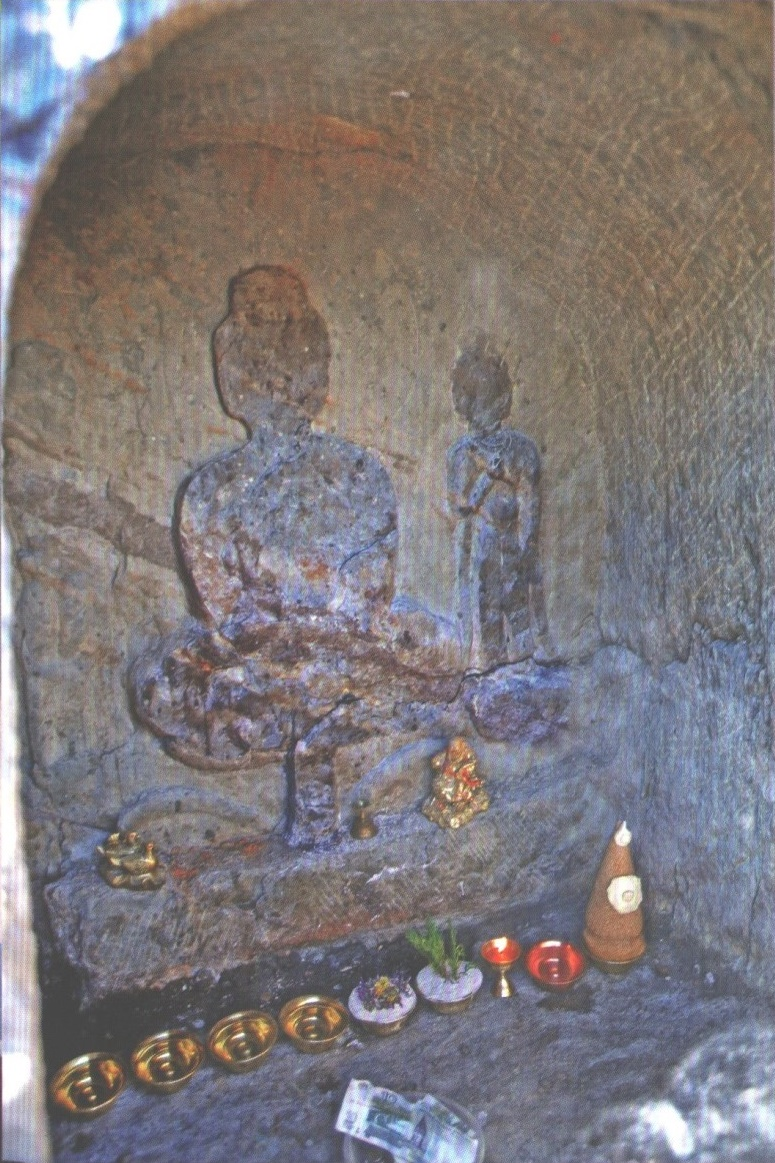
Буддийская ниша на горе Суме-Бели, XIII век, Тыва

В 1914 году под протекторат России перешёл Урянхайский край (ныне — Республика Тыва), где были давние буддийские традиции. Распространение буддизма в Туве началось ещё в XIII веке, после присоединения края к России власти в духовные дела территории не вмешивались, в 1917 году в Тыве проживало около трёх тысяч лам и послушников.

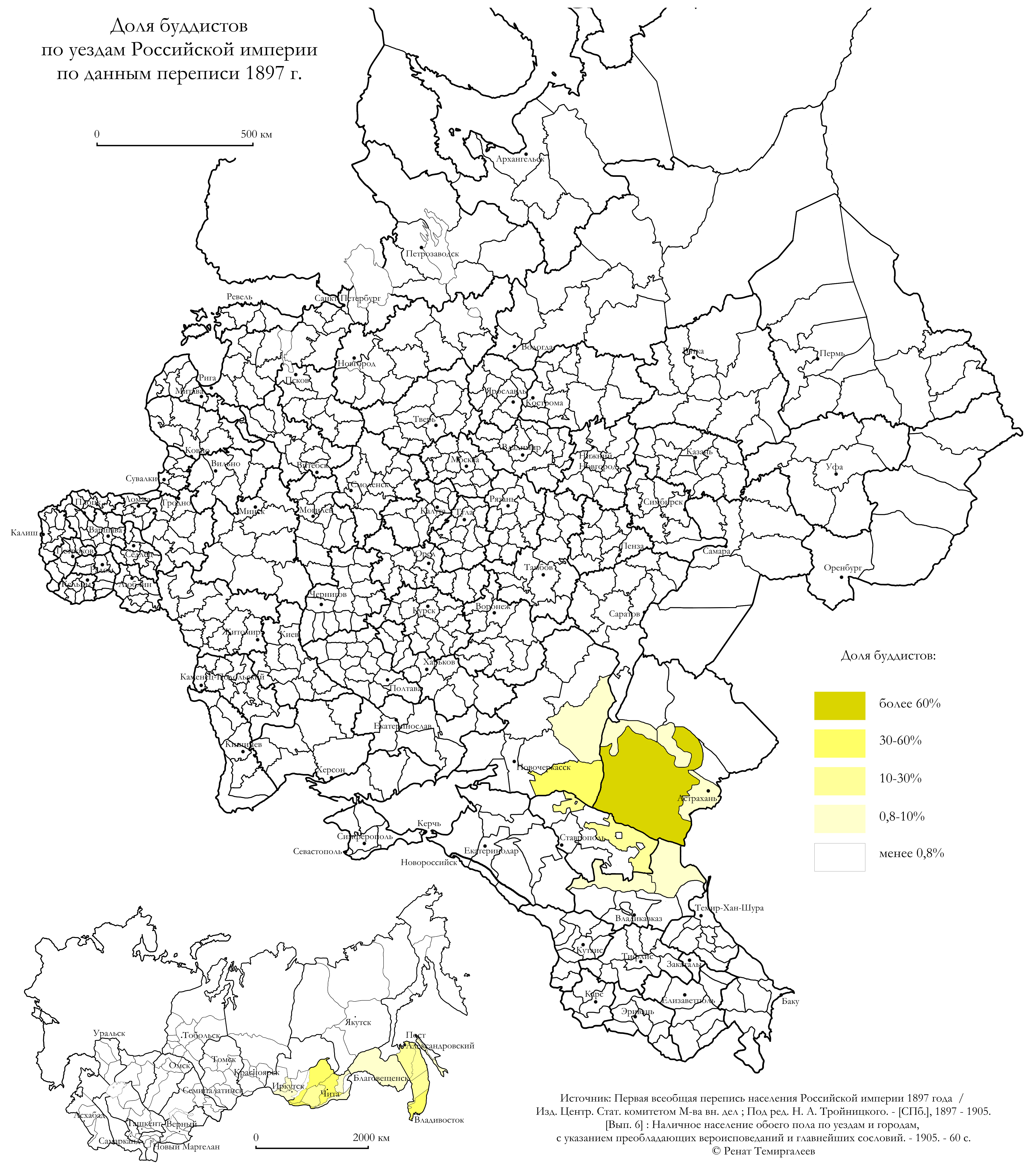
Доля буддистов по уездам и округам Российской империи по данным Первой всеобщей переписи населения 1897 года

К 1917 году буддизм занимал одно из господствующих мест в духовной жизни бурятского, калмыцкого и тувинского народов, буддистами также была часть эвенков. В Забайкалье его исповедовало почти всё проживающее здесь бурятское население (около 160 тысяч человек). Действовало 44 дацана, 144 малых храма, в которых насчитывалось около 16 тысяч монахов-лам.

### Советский период
Религиозная политика советской власти, начавшись с воинствующей борьбы с религией как таковой, в период с 1920 до 1929 года сменилась поддержкой религиозных организаций угнетённых восточных народов (мусульманских, буддистских и иных). В частности, именно при советской власти в 1920 году была достроена соборная мечеть, а в 1921 году был возвращён буддийской общине буддийский храм в Петрограде.
В 1930-е годы, в «пятилетку безбожия» правительство СССР предприняло меры, направленные на борьбу и с буддизмом. К началу 1941 года в стране не сохранилось ни одного действующего дацана, большая часть духовенства была репрессирована. Храмы разрушались, священные изображения и книги уничтожались. Таким образом, к концу 1930-х годов с буддизмом в СССР, как одной из прежде официальных религией пытались покончить.
В 1930—1932 годах часть монгольского буддистского духовенства участвовала в Монгольской республике в крупных народных восстаниях против власти МНРП (Хубсугульское восстание, восстание Тугсбуянтского, Улангомского и Буданчийского монастырей). В 1932 году Сталин был вынужден прекратить в МНР проведение прокоммунистического «левого курса», вызвавшего недовольство народа, чтобы прекратить восстания.
Частичное возрождение буддизма в СССР началось в 1945 году, после поражения Японии в Советско-японской войне, когда по просьбе верующих был построен и начал действовать Иволгинский дацан. В 1946 году в Улан-Удэ по инициативе верующих и группы лам было созвано Совещание буддийских деятелей Бурят-Монгольской АССР, на котором были зафиксированы новые принципы отношений буддийского духовенства Бурятии с социалистическим государством. Под контролем Совета по делам религиозных культов СССР совещание приняло «Положение о буддийском духовенстве СССР». «Центральный духовный совет буддистов СССР», распущенный в результате репрессий конца 1930-х годов, был воссоздан под названием «Центральное духовное управление буддистов СССР» (ЦДУБ СССР). Иволгинский дацан стал резиденцией его главы. В 1956 году ЦДУБ СССР входит во «Всемирное братство буддистов», а в 1969 возникает «Азиатская буддийская конференция за мир», в которую вступают дружественные СССР буддийские страны.
Наряду с подконтрольными государству буддийскими структурами, имели место и неофициальные движения.
В период конца 1960-х начала 1970-х годов сформировалась и стала известной община Бидии Дандарона, в которую, кроме бурятов, вошли буддисты многих национальностей. Исповедание буддизма в данной общине формально не нарушало принцип свободы совести конституции СССР. Но государственные органы готовы были терпеть только буддистов, являвшихся по национальности тувинцами, бурятами и калмыками. К новым буддистам прочих национальностей государственные органы относились резко негативно, видя в них опасность и вред, и такие буддисты вынужденно находились в подполье вплоть до конца 1980-х годов. В 1972 году Б. Дандарон был арестован и обвинён в «организации буддийской секты». Вместе с ним были арестованы его четверо учеников, у остальных взяли подписку о невыезде. В 1974 году Дандарон умер в лагере в возрасте 60 лет. В общей сложности он провёл в заключении около 18 лет, в том числе по обвинению в шпионаже на Японию в 1937 году. Через 30 лет в Бурятии был создан и освящён посвящённый Дандарону мемориальный субурган. Лозунгом Дандарона стал призыв «Тантра на Запад!», а учениками Дандарона, в дальнейшем формировавшими собственные школы, были многие русские, украинцы и жители Прибалтики.
Дзэн как прежде всего эстетическое направление, стал популярен к середине 1970-х годов, особенно в кругах интеллигенции, ленинградской и московской. Этому во многом способствовала мода на Западе тех лет, современное искусство, музыка фильмы, творчество таких известных авторов как Дж. Д. Сэллинджер и Джек Керуак. Работы Д. Т. Судзуки, Алана Уотса и других авторитетов были относительно доступны в самиздате. Академия Наук издавала классическую литературу в этой области, чань-буддизм продолжал оставаться в сфере исследования современной буддологии, а популярность дзен до начала 80-х не воспринималась властями как «опасность», в силу своего узко элитарного характера.
В июне 1988-го года в Ленинграде прошла первая встреча подпольных русских буддистов с учителем Бакулой Ринпоче. В том же месяце он в Иволгинском дацане даровал посвящение класса ануттара-йога тантры — дженанг «Тайной практики Дамдина» русским буддистам, а в 1990 году провёл первую проповедь в возвращённом буддистам буддийском храме.
В 1988 году создаётся независимое от ЦДУБ СССР «Объединение буддистов Калмыкии».
Последующая либерализация религиозной политики властей СССР и РФ позволила российским буддистам различного происхождения выйти из подполья и открыто заниматься религиозной деятельностью. В 1989—1990 году за короткий срок открылось более 10 дацанов и велось строительство ещё нескольких.
В 1990 году в СССР прибыл мастер корейского сон-буддизма Сун Сан, приняв приглашение от М. С. Горбачёва, он нашёл себе первых учеников и открыл отделение «Кван Ум».
В июле 1991 года в СССР (РСФСР) совершил свой первый официальный визит Далай-лама XIV.

### Постсоветский период

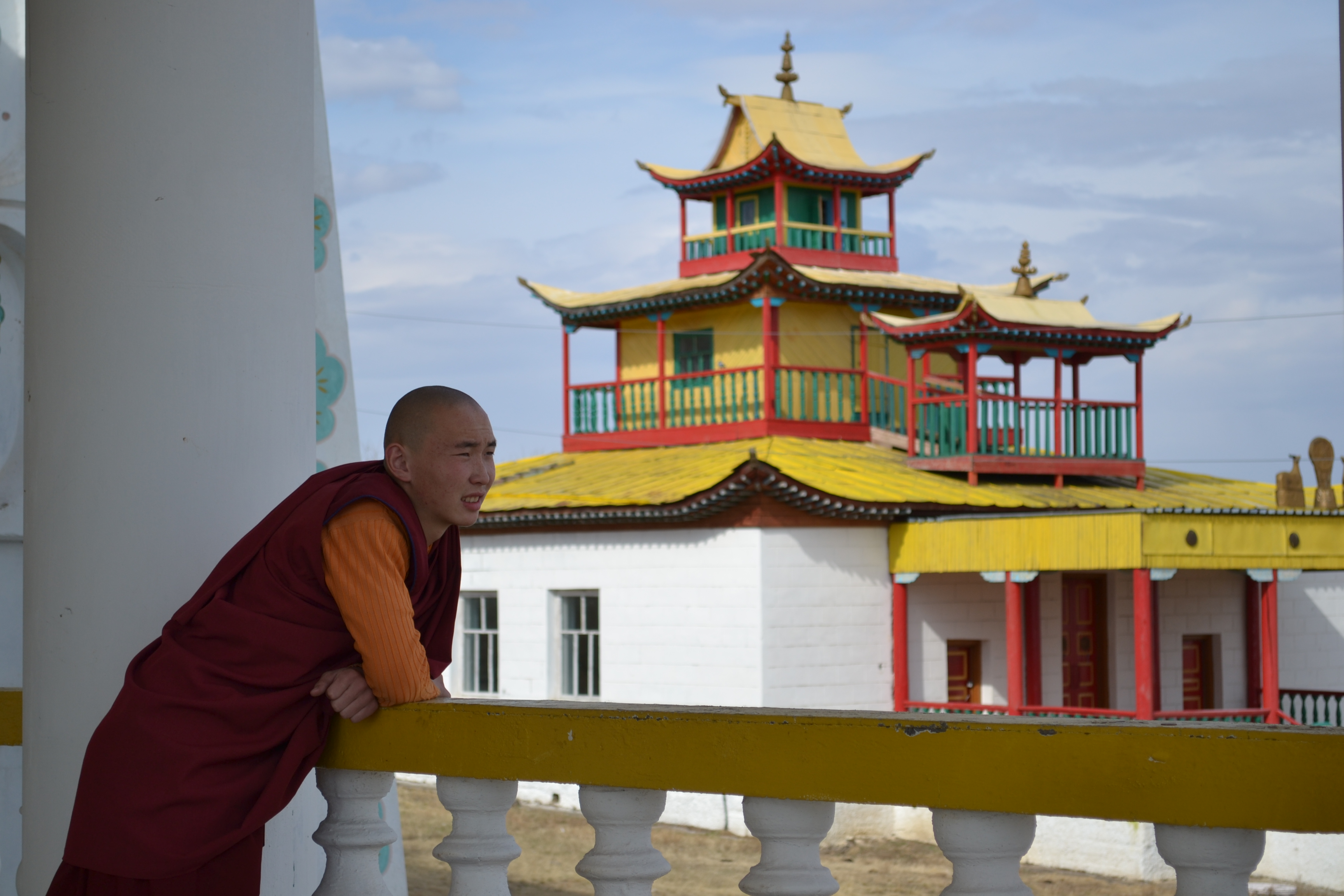
Хуварак в Сартуул-Гэгэтуйском дацане

В Бурятии, Калмыкии, Туве, Санкт-Петербурге восстанавливаются уцелевшие буддийские храмы и открываются новые, при монастырях создаются учебные заведения (университет «Даши Чойнхорлин» имени Дамба-Даржа Заяева при Иволгинском дацане создан в 1991 году), приглашаются тибетские учителя. В России буддизм обретает популярность среди русских и других народов. Разумеется «народный буддизм», содержащий элементы разного рода местных верований и суеверий, значительно отличается от нормативного буддизма учителей.
Буддизм в Российской Федерации провозглашён на законодательном уровне в 1997 году одной из четырёх традиционных для России религий, наряду с православием, исламом и иудаизмом. Российские власти признают буддистское духовенство и в некоторых случаях оказывают ему содействие. По состоянию на 1 января 2011 года в системе ФСИН официально действовали 9 дуганов и 6 молитвенных комнат для буддистов.
В 1992, 1994, 1996 и 2004 годах Далай-лама XIV совершал визиты в Россию, после чего власти перестали выдавать ему разрешение на въезд по внешнеполитическим причинам.
В 1993 году было учреждено Санкт-Петербургское отделение «Международной ассоциации Свет Будды (Фо Гуан)», аффиоированной с китайской чань организацией Фо Гуан Шань, которое до 1998 возглавлял буддолог Е. А. Торчинов.
В 1996 году был принят новый Устав, в соответствии с которым Центральное духовное управление буддистов РФ было переименовано в Буддийскую традиционную Сангху России (БТСР), став правопреемником первого. БТСР является членом Всемирного братства буддистов. БТСР является одной из буддийских централизованных организаций России, наряду с рядом других. Также была создана и действует централизованная религиозная организация «Центральное духовное управление буддистов», не являющаяся правопреемником организации ЦДУБ в СССР; она объединила в себе некоторые буддийские религиозные организации, общины и центры Бурятии, Калмыкии, Москвы, Санкт-Петербурга и других городов. Помимо БТСР и ЦДУБ, базирующихся на Бурятии, в России действуют другие территориально-ориентированные централизованные буддийские организации — «Объединение буддистов Калмыкии», «Объединение буддистов Тувы» и «Объединение буддистов Бурятии». В настоящее время централизованная организация, которая бы объединяла всех буддистов России, отсутствует. 
18—19 мая 2009 года в Москве впервые в России прошёл форум «Дни традиционного российского буддизма». Участие в этом мероприятии приняли представители Бурятии, Калмыкии и Тувы. В рамках форума состоялся диалог различных школ буддизма, практикующих буддистов и представителей российской буддологической школы.
В 2020 году проектом Probudda размещена карта буддийских храмов и центров России, согласно которой (по данным на 14.10.2023) на территории России находятся 368 буддийских организаций, включая храмы (дацаны, хурулы), буддийские дхарма центры, образовательные, культурные центры, а также фонды буддийской направленности.
В 2023 году в Кызыле открылся крупнейший в России 12-этажный буддийский монастырь «Тубтен Шедруб Линг», построенный по инициативе министра обороны Сергея Шойгу.
Помимо буддийских регионов, Москва также изобилует Буддийскими центрами. Рипа центр, созданный под руководством Е.С. Намкха Дриме Рабджама Ринпоче и Гьетрула Джигме Ринпоче, проводит практики тибетского буддизма и медитации, а также сотрудничает с врачами Тибесткой Медицины. 

## Направления, школы, объединения
В XXI веке в России представлены многие направления и школы буддизма. Основными остаются школы Ваджраяны, тибетского буддизма. Традиционно широко распространена Гелугпа («Буддийская традиционная сангха России», «Объединение буддистов Калмыкии», «Объединение буддистов Тувы», «Объединение буддистов Бурятии», «Майдар», «Центральное духовное управление буддистов России» и другие организации). В меньшей мере представлены Кагью («Российская ассоциация буддистов Алмазного пути традиции Карма Кагью», «Путь Бодхи» и «Кагью Самье Дзонг»), Ньингма (Троицкий хурул, «Буддийский центр Падмасамбхавы» и «Международная Дзогчен-община», Рипа Центр в Москве) и Сакьяпа («Московский центр линии Сакья „Цечен Намгьял Линг“»). Традиция Дзогчен («Международная Дзогчен-община») имеет элементы тибетской религии бон. Движение «дандароновцев» комбинирует школы тибетского буддизма.
Также имеют последователей тхеравада (бирманская, тайская и иные традиции) и несколько направлений махаяны, в том числе японские дзэн (школы Риндзай и Сото-сю) и нитирэн (отделение «Сока Гаккай Интернэшнл»), корейский сон и китайские чань (школа Линьцзи) и школа Чистой земли.
В настоящее время число последователей дзэн (сон, чань) в России очень невелико, как и число общин. В то же время воздействие дзэн в культурных и идейных сферах в некоторых случаях заметно. Дзэнской школой, имеющей наибольшее число последователей в России, является корейская школа Кван Ум. Кроме Кван Ум к корейскому ордену Чоге восходит и «Международный буддийский центр Лотосовый Фонарь» с московским храмом «Дальма-са». Китайская школа Линьцзи представлена отделением «Международной ассоциации Свет Будды (Фо Гуан)» в Петербурге. К японской школе Риндзай принадлежит «Риндзай дзэн One Drop Zendo Russia» — московское отделение международной организации «One Drop Zen Community».

## Численность и распространение

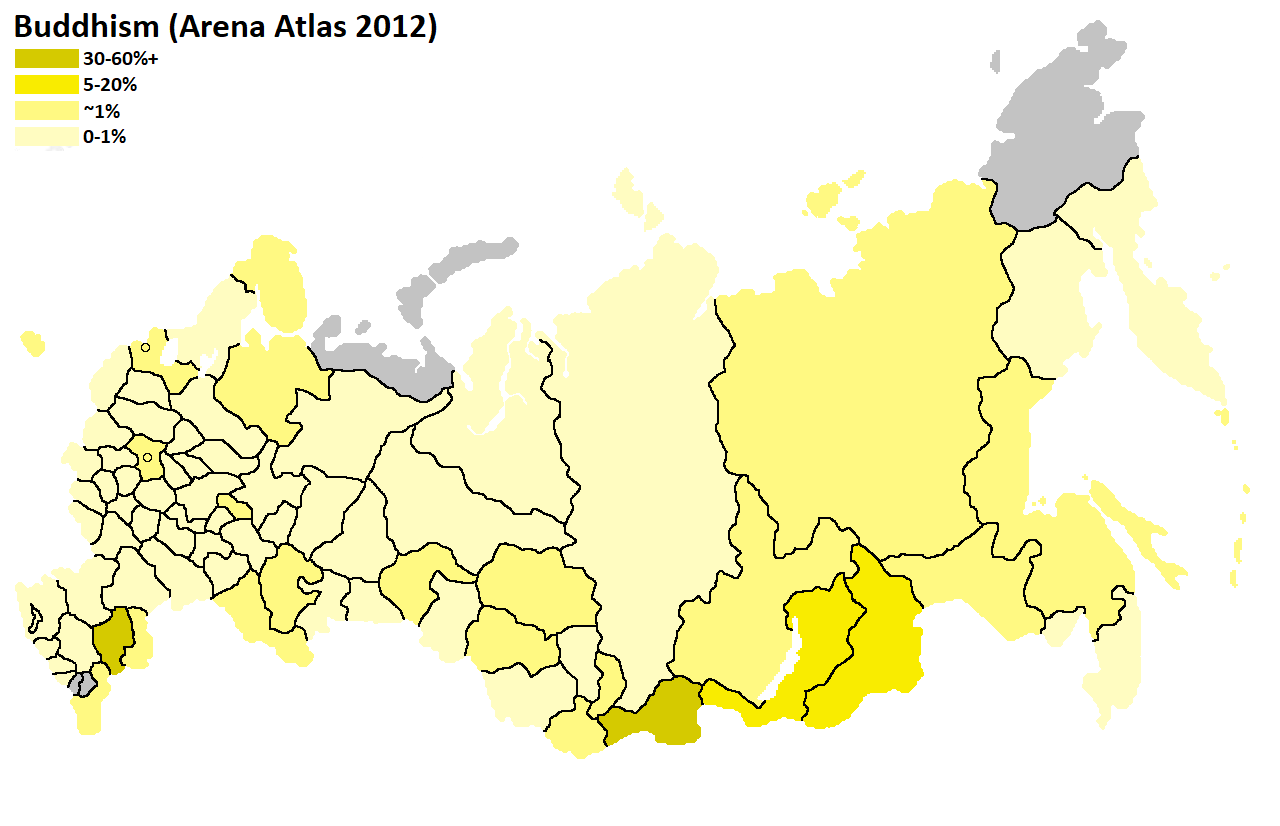
Карта процентной доли буддистов по регионам России

В России буддизм традиционно исповедуют буряты, калмыки, тувинцы и часть эвенков (в Бурятии). Основные регионы их проживания — Бурятия, Агинский Бурятский округ (Забайкальский край), Усть-Ордынский Бурятский округ (Иркутская область, здесь в меньшей степени), Калмыкия и Тува. Численность этнических буддистов данных регионов составляет около 900 тысяч человек. В последние десятилетия буддийские общины, в том числе русские, возникли в Москве, Санкт-Петербурге, Самаре и некоторых других российских городах, не связанных с традиционными регионами буддизма. Число буддистов в данных городах, согласно опросам, составляет около 1 % их жителей. Такой же процент составляет число буддистов в масштабе всей страны. Численность российских буддистов, выполняющих практику, составляет не более 500 тысяч человек.

## Российская буддология
Наличие буддийских регионов в составе империи и непосредственная близость других стран с буддийской культурой во многом способствовали тому, что в XIX — начале XX века в Российской империи сформировалась одна из самых сильных в мире буддологических школ.

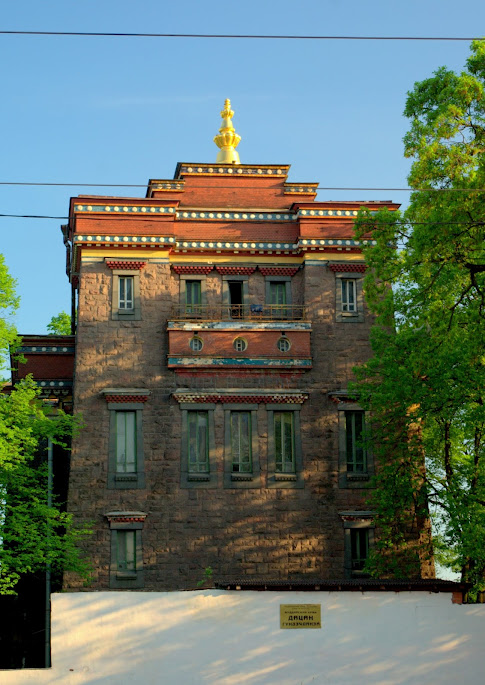
Буддийский храм в Санкт-Петербурге

В университетах Санкт-Петербурга, Москвы, Казани, Харькова, а также других крупных научных центрах открывались кафедры санскритологии, тибетологии, синологии, переводились важнейшие буддийские трактаты, снаряжались экспедиции в Азию. Труды В. П. Васильева (1818—1900), Ф. И. Щербатского (1866—1942), Е. Е. Обермиллера (1901—1935) и других выдающихся отечественных востоковедов служат образцом для учёных всего мира. При активном содействии ведущих буддологов и поддержке царского правительства бурятский лама Агван Доржиев (духовный наставник и посол Далай-ламы XIII) в 1915 году построил Буддийский храм в Санкт-Петербурге.
В 1930-е годы наступил период гонений как на буддизм, так и на буддологию. Почти на два десятилетия в России прекратились буддологические исследования.
Частичное возрождение буддизма и буддологической традиции началось в 1950-е и в 1960-е годы, но на официальном уровне они были реабилитированы лишь на рубеже 80—90-х годов. Бидия Дандарон смог в семидесятые годы организовать среди учёных-буддологов небольшую буддийскую группу, против которой начался судебный процесс. В 1972 году Дандарон был осуждён, и власти стали относиться к буддологии с большой подозрительностью.
В 1989 году создается группа буддологии Санкт-Петербургского филиала Института востоковедения РАН под руководством В. И. Рудого — первое со времен Щербатского официально оформленное буддологическое направление. С тех пор появились отделения и кафедры буддологии в нескольких университетах, и процесс восстановления востоковедческой науки идёт быстрее.
В 1997 г. БИОН СО РАН переименован в Институт монголоведения, буддологии и тибетологии Сибирского отделения Российской Академии наук (ИМБТ СО РАН).